# Аксёнов, Сергей Александрович
Серге́й Алекса́ндрович Аксёнов (род. 3 апреля 1971, Владимир) — российский политик, журналист и общественный деятель, правозащитник, публицист, участник «Маршей несогласных». Колумнист русскоязычного сайта международного телеканала RT.

## Биография
Сергей Александрович Аксёнов родился 3 апреля 1971 года во Владимире. Окончил общеобразовательную школу во Владимире. С 1988 по 1994 годы учился в Московском экономико-статистическом институте (МЭСИ). Работал разнорабочим, сверловщиком, штукатуром, поваром, журналистом. В октябре 1993 года стал свидетелем расстрела парламента.

## Политическая деятельность

### НБП
В мае 1997 года Аксёнов примкнул к МОО «Национал-Большевистская Партия» в Петербурге. В октябре того же года переехал в Москву, где стал координатором региональной сети газеты «Лимонка», а позднее её учредителем.
C 7 апреля 2001 по 20 ноября 2003 года находился под арестом в связи с так называемым «Алтайским делом»
.
В период с 1998 по 2006 год Аксёнов в качестве делегата принимал участие в работе 1-го, 3-го, 5-го и 6-го съездов НБП. Был избран в политсовет партии.
В 2007 году поддерживал контакты с лидерами недавно созданных свободных профсоюзов: «Профсвобода» (Сургут) и «Набат» (Каменск-Уральский). Организатор нескольких совместных акций протеста.
После судебного запрета НБП 19 апреля 2007 года продолжил политическую деятельность в рамках коалиции «Другая Россия» в личном качестве.

### «Алтайское дело»
22—23 февраля 2000 года на 3-м съезде НБП было принято решение перенести центр тяжести политической борьбы партии из России в страны СНГ со значительной долей русскоязычного населения. Летом 2000 года Аксёнов совершил поездку по Восточно-Казахстанской области. Побывал в Семипалатинске, Жангизтобе, Георгиевке, Усть-Каменогорске. Осенью вместе с другими нацболами жил в Усть-Коксинском районе Республики Алтай.
7 апреля 2001 года Аксёнов, Лимонов, Шилин, Гребнев, Балуев, Голубович, Бахур и Акопян были арестованы спецназом ФСБ на пасеке «травника» Пирогова, расположенной в приграничной к Казахстану части Республики Алтай. Аксёнов и Лимонов были доставлены в СИЗО ФСБ «Лефортово», где им было предъявлено обвинение в незаконном обороте оружия, а впоследствии и в подготовке вооружённого вторжения на территорию Казахстана с целью поддержки интересов местного русскоязычного населения. Суть обвинения в популярной форме была изложена в фильме «Суд на призраком», показанном на телеканале ОРТ
В рамках уголовного дела № 171 следствие предъявило Аксёнову обвинение по статьям УК РФ: 280 ч.1 «Призывы к насильственному изменению конституционного строя», 205, ч. «Терроризм», 208 ч. 3 «Организация незаконного вооружённого формирования» и 222 ч.3 «Незаконный оборот оружия». В ходе следствия Аксёнов отказался давать показания. На судебном процессе, который проходил в Саратове, его защищали адвокаты Сергей Беляк и Андрей Мишин.
15 апреля судья Саратовского областного суда Александр Матросов оправдал Аксёнова по ст. 205, ст. 208 и ст. 280. По ст. 222 он был признан виновным и приговорён к 3,5 годам лишения свободы.

#### В тюрьме
Находился под арестом с 7 апреля 2001 по 20 ноября 2003 года.
На этапе следствия, в СИЗО «Лефортово», соседями Аксёнова по камере были подозреваемый в контрабанде алмазов Виктор «Дипломат», сообщник Салмана Радуева Асламбек Алхазуров и проходивший по делу Бориса Березовского замдиректора «Аэрофлота» Николай Глушков. Во время судебного процесса Аксёнов содержался в СИЗО Саратова и Энгельса Саратовской области.
Срок отбывал в колонии общего режима в посёлке Металлострой Ленинградской области. Трудился на промзоне сверловщиком. О его досрочном освобождении ходатайствовали адвокат Беляк, а также депутаты Госдумы Жириновский, Митрофанов, Шандыбин и др.

### Марши несогласных
Аксёнов входил в политическое совещание оппозиционной коалиции «Другая Россия», а также в оргкомитет «Маршей несогласных» — серии протестных акций, которые проводились коалицией в 2006-08 годах. Участвовал во всех московских маршах, а также в марше в Петербурге 3 марта 2007 года. Неоднократно был задержан милицией.

### Национальная ассамблея
С 17 мая 2008 года Аксёнов — депутат и член Совета Национальной ассамблеи Российской Федерации. Руководитель комитета по организации выборов. На первой сессии ассамблеи предложил объявить её альтернативным парламентом. Предложение было отвергнуто оргкомитетом НА. Впоследствии приостановил членство в ассамблее до проведения второй очной сессии.

### Стратегия-31
С 31 января 2009 года Аксёнов выходил на Триумфальную площадь в поддержку свободы собраний в РФ. Впоследствии эти ненасильственные акции стали регулярными и получили название Стратегии-31. Аксёнов вошёл в оргкомитет движения. В ходе акций неоднократно задерживался милицией.
Организатор фотовыставки «Борьба за площадь» в галерее Марата Гельмана. Организатор и ведущий дебатов в Сахаровском центре на тему «Можно ли оппозиции договариваться с властью?».
Аксёнов критиковал позицию правозащитников, допускающих возможность согласования митингов за свободу собраний на условиях власти, в частности, с Владиславом Сурковым. Это привело к инциденту в отделении милиции «Арбат» 31 октября 2010 года, когда он в резких выражениях отказался от помощи члена президентского совета по правам человека Валерия Борщёва

### Выдвижение Э. Лимонова в президенты РФ
С 20 марта 2009 года Аксёнов руководил федеральным штабом по выдвижению Эдуарда Лимонова в президенты РФ на выборах 2012 года. По его инициативе была создана сеть региональных штабов, а президентская программа Лимонова переведена на татарский язык.
14 декабря 2011 года подписи в поддержку выдвижения писателя были сданы в ЦИК РФ, который впоследствии отказал Лимонову в регистрации кандидатом в президенты. Позднее отказ ЦИК подтвердил Верховный суд. 12 января 2012 года жалоба на отказ в регистрации направлена в Европейский суд по правам человека.
Недопуск Лимонова на президентские выборы стал одной из причин серии акций протеста «Другой России» у здания ЦИК под лозунгом «Остановим диктатуру!». В ходе финальной акции 5 марта около сотни протестующих, в том числе сам Лимонов, были задержаны полицией.

### Партия «Другая Россия»
Аксёнов — один из создателей и член исполкома политической партии «Другая Россия», первый съезд которой прошёл 10 июля 2010 года в Москве. Соавтор политической программы ДР, опубликованной в «Российской газете».
От имени «Другой России» подписал декларацию о создании Комитета национального спасения, который видел своей задачей оспорить как нелегитимные выборы 2011-12 гг.
После недопуска к парламентским выборам 2011 года нескольких партий оппозиции призвал известных общественных деятелей выйти из общественных структур при органах власти. Речь шла, в частности, об Общественной палате РФ и общественных советах при президенте РФ и ГУВД Москвы.
Инициатор и участник серии еженедельных акций оппозиции на Триумфальной площади в предвыборный период — осенью 2011 года — под лозунгом «Выборы без оппозиции — преступление!». 21 декабря 2011 года, в день первого заседания Госдумы VI созыва, задержан на несанкционированной акции протеста у здания парламента. Мировым судьёй Ольгой Боровковой приговорён к аресту.

## Журналистика
С апреля 2019 года — колумнист русскоязычного сайта государственного иновещательного телеканала RT.

## Идейные взгляды
Аксёнов высказывался за приоритет национальных интересов России перед «внешней легитимностью». В частности, критиковал практику регулярного общения лидеров российской оппозиции с послом США в его резиденции Спасо-Хаус.
В экономической сфере сторонник самодостаточности России и приоритета отечественного производителя. Противник присоединения России к ВТО. По мнению Аксёнова, сырьевые отрасли промышленности должны быть национализированы, а внешняя торговля сырьём монополизирована государством. Налоговое бремя для граждан должно быть дифференцированным: от налога на роскошь для богатых, до полной отмены налогов для малоимущих.
В области межнациональных отношений разделяет трактовку понятие «русский», зафиксированную в первой программе НБП: «тот, кто считает русский язык и русскую культуру своими, историю России — своей историей, кто пролил и готов пролить свою и чужую кровь во имя России и только ради неё, и никакой другой родины и нации не мыслит, есть русский».
В сфере гражданских прав Аксёнов выступает за практическую реализацию гарантированных конституцией РФ свобод. В частности, свободы собраний без «согласования» с властью и свободных выборов в Госдуму с участием всех реально существующих политических сил, без проходного барьера.
Аксёнов критиковал некоторых лидеров оппозиции за склонность к интригам и вероломство. По его мнению, разные организации оппозиции должны сначала победить и только потом вести друг с другом политическую борьбу в рамках свободного парламента.

## Правозащитная деятельность
В 1988 году Аксёнов был распространителем проекта Конституции СССР, написанного Андреем Сахаровым. Критиковал Amnesty International за пристрастность и бюрократизм в вопросе предоставления некоторым российским политзаключённым статуса «узник совести».

### Союз заключённых
В числе других Аксёнов инициировал создание «Союза заключённых» — организации, ставящей своей целью гуманизацию системы исполнения наказаний в РФ. Участники съезда политзаключённых, прошедшего 6 июля 2008 года в гостинице «Измайлово», решили в знак солидарности ежегодно, 14 сентября, отмечать День заключённого. Лично способствовал разрешению проблемы жестокого обращения с заключёнными в Верхнеуральской «крытой» тюрьме Челябинской области.

### Конференция ОБСЕ и Финско-российский форум
В октябре 2008 года Аксёнов принял участие в конференции ОБСЕ в Варшаве, где выступил с докладом о репрессиях против нацболов. В том числе о внесудебных расправах, апофеозом которых стало убийство Юрия Червочкина. Аксёнов отметил, что нацболы не просят помощи у международного сообщества, однако хотят, чтобы вещи были названы своими именами: «преступления — преступлениями, а несвобода — несвободой». Весной 2009 года выступил с продолжением темы на финско-российском форуме в Хельсинки.

### «Сидячая забастовка» за Таисию Осипову

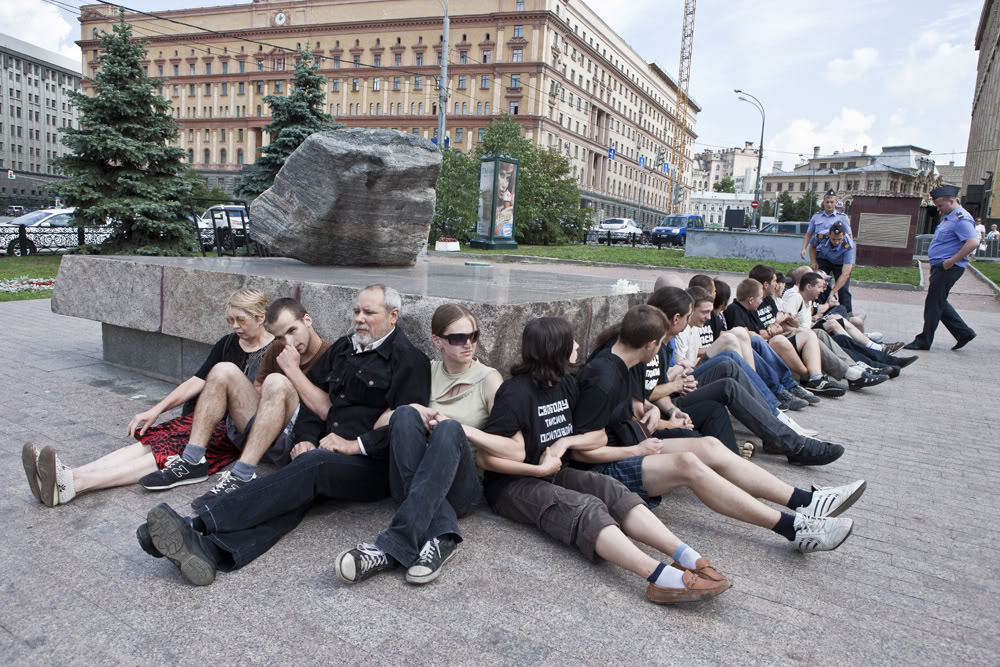
Задержания на акции в поддержку Т. В. Осиповой. 20 июля 2011 года.

В июле-августе 2011 года Аксёнов участвовал в «сидячей забастовке» в защиту политзаключённой Таисии Осиповой, проходившей у Соловецкого камня в Москве. Тема вызвала большой резонанс — в поддержку Осиповой выступили Международная организация против пыток (Женева), правозащитное общество «Мемориал», арт-группа «Война», деятели политики и культуры. В итоге приговор Осиповой — 10 лет лишения свободы был отменён, а дело отправлено на новое рассмотрение.

## Критика
Часть московских сторонников Лимонова упрекали Аксёнова в том, что 4 июля 2009 года он и Сергей Фомченков в присутствии представителей российских регионов предъявили Роману Попкову, Елене Боровской, Дмитрию Сумину и Дамиру Гилязову обвинения во «фракционизме», намерении перехватить руководство движением и общении с оперативными сотрудниками МВД и ФСБ. В результате Попков и Сумин были исключены из числа сторонников Лимонова, а ещё три десятка человек заявили о своём самостоятельном курсе.
По мнению Попкова, «властолюбие, желание контролировать всё и командовать всеми толкнули Аксёнова, Фомченкова и нескольких более мелких персонажей на путь интриг и фальсификаций».
По свидетельству Лимонова, Попков и Сумин были исключены за подготовку захвата лидерства среди его сторонников и несанкционированные контакты с ФСБ и УБОП. Сам Аксёнов инцидент не комментировал.
26 июля 2011 года движение «Россия молодая» обвинило Аксёнова в отказе пройти добровольное тестирование на наркотики в их офисе. Публичное согласие пройти такой тест Аксёнов дал во время сидячей забастовки в поддержку Таисии Осиповой. Впоследствии Аксёнов прошёл тест и опубликовал медицинское заключение, доказавшее его непричастность к наркотикам.

## Семья
У Аксёнова двое сыновей: Иван, 2005, и Тимур 2009 годов рождения.

### Арест 6-летнего Ивана на Триумфальной площади
1 ноября 2011 года после акции «Другой России» на Триумфальной площади, в которой принимал участие Сергей Аксёнов, 6-летний Иван и сопровождающая его 16-летняя Виктория Кузнецова были задержаны полицией по указанию сотрудника московского центра по борьбе с экстремизмом Алексея Окопного. Иван был доставлен в ОВД «Тверское» и допрошен инспектором по делам несовершеннолетних Светланой Понариной.
Задержание мальчика вызвало скандал в российском обществе. Поэт и писатель Дмитрий Быков высказал своё отношение к инциденту в тексте «Ювенальное», опубликованном в «Новой газете». Мнения других наблюдателей разделились. Многие упрекали Аксёнова в безответственности и провокации. Так, полиция настаивала, что Иван и Виктория были доставлены в отдел полиции для установления личностей и передачи родителям. Председатель Совета при президенте РФ по развитию институтов гражданского общества и правам человека Михаил Федотов назвал произошедшее «художественной провокацией» и «театром». А глава Общественного совета при ГУВД Москвы Ольга Костина в полемике с матерью Ивана Анастасией Пустарнаковой (Аксёновой) на телеканале «Дождь» пообещала выяснить, не были ли нарушены права ребёнка его родителями. Также Костина заявила, что центр «Э» намерен подать на Аксёнова иск о защите чести и достоинства своего сотрудника — Окопного.
Вместе с тем известные правозащитники: Людмила Алексеева, Сергей Ковалёв, Валерий Борщёв, Лев Пономарёв, Светлана Ганнушкина и др. расценили произошедшее как нарушение закона и в обращении к министру внутренних дел Рашиду Нургалиеву потребовали увольнения Окопного и изменения практики работы центра «Э».
Разбирательство инцидента на заседании президиума общественного совета при ГУВД Москвы привело к конфликту между Ольгой Костиной и членом совета, главным редактором радиостанции «Эхо Москвы», Алексеем Венедиктовым. По мнению Венедиктова, выводы, сделанные советом, нелегитимны, так как на разбирательство не были приглашены родители Ивана.

## Судебная тяжба с Центром по борьбе с экстремизмом
В 2012 году по следам задержания и допроса 6-летнего сына Ивана, Аксёнов подал иск в Тверской суд Москвы о возмещении морального вреда на сумму 1 рубль. Соответчиками по иску указаны МВД и Минфин. «Компенсация символическая — один рубль, хотя, конечно, я бы хотел получить скальп господина Окопного, но удовлетворюсь и этим», — заявил оппозиционер газете «Коммерсант». По его мнению, центр по борьбе с экстремизмом является по сути политической полицией и должен быть закрыт.

## В искусстве
По свидетельству зрителей, Аксёнов является жизненным прототипом героя спектакля «Отморозки», поставленного Кириллом Серебренниковым с артистами школы-студии МХАТ по книге Захара Прилепина «Санькя». Артист Артур Бесчастных, сыграл с него роль Матвея. В апреле 2012 года «Отморозки» стали лауреатом национальной театральной премии «Золотая маска» в номинации «Драма/Спектакль малой формы».
Упоминание об Аксёнове есть в книгах Эдуарда Лимонова «Моя политическая биография», «В плену у мертвецов» и «По тюрьмам».

## Цитаты
«Нацбол — это не членство в какой-либо организации, не статус, а, скорее, психотип, „масть“».
«Лозунг „Россия — всё, остальное ничто!“ безусловно гипербола, но первая его часть для нас священна».

## Публицистика
Аксёнов — автор книг «Борьба за Триумфальную» и «Крымский консенсус». Публиковался в «Ежедневном журнале», «Русской планете», «Царьграде», «Свободной прессе» и др.